# Điện Phụng Tiên (Hoàng thành Huế)
Điện Phụng Tiên (chữ Hán: 奉先殿), có nghĩa "Điện thờ phụng tổ tiên", là một ngôi điện nằm ở gần cửa Chương Đức, phía trước Cung Diên Thọ, cửa tây của Hoàng Thành, thành phố Huế, Việt Nam. Điện dùng để thờ cúng các Hoàng đế và Hoàng hậu triều Nguyễn. Khác với Thế Miếu, điện này cũng thờ các vị Đế-Hậu của triều Nguyễn nhưng nữ giới trong triều được phép đến đây cúng tế. Điện này bị phá hủy năm 1947 trong chiến dịch Tiêu thổ kháng chiến của Việt Minh. 

## Lịch sử

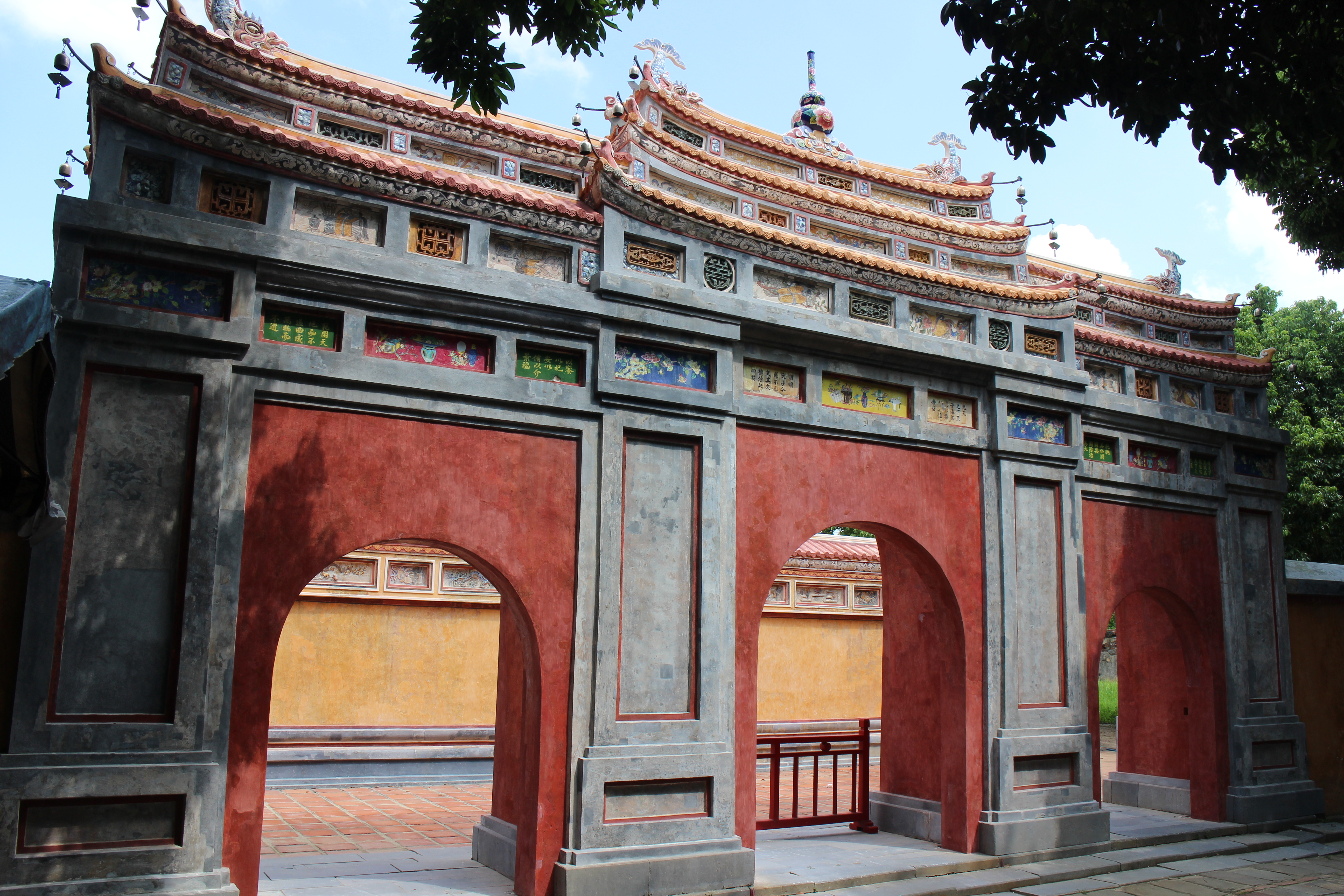
Cổng chính dẫn vào điện Phụng Tiên sau khi được trùng tu

Điện Phụng Tiên ban đầu có tên là điện Hoàng Nhân, được xây dựng vào năm Gia Long thứ 13 (1814), ở bắc Triệu Miếu gần cửa Hiển Nhơn, để thờ Thừa Thiên Cao Hoàng Hậu - chính thất của hoàng đế Gia Long. Về sau, điện trở thành nơi thờ cúng các vị hoàng đế và hoàng hậu triều Nguyễn.
Năm 1829, vua Minh Mạng cho đổi tên điện Hoàng Nhân thành điện Phụng Tiên. Và đến năm 1837, ông cho dời điện từ vị trí gần cửa Hiển Nhân đến vị trí ngày nay, gần cửa Chương Đức.
Mặc dù về sau, triều đình nhà Nguyễn có xây Thế Miếu với cùng một chức năng là thờ cúng Gia Long và các vị vua kế vị nhưng điện Phụng Tiên vẫn được duy trì để thờ các vua ấy, vì một lý do đặc biệt: theo quy định của Triều đình, Thế Miếu là "công miếu", các cuộc tế lễ ở đây đều là những buổi lễ có tính chất quốc gia với sự hiện diện của vua, hoàng thân và đình thần; tuyệt đối cấm nữ giới cho dù họ có là người trong Hoàng gia, nhưng họ có thể tới điện Phụng Tiên để thực hiện việc thờ tự.
Điện cũng là nơi lưu trữ nhiều bảo vật của nhà Nguyễn, nhưng đến tháng 2 năm 1947, toàn bộ đã bị thất thoát cũng như đốt cháy theo điện trong chiến dịch tiêu thổ của Việt Minh. Hiện giờ chỉ còn lại cửa Tam Quan và vòng tường thành còn tương đối nguyên vẹn.

## Phục dựng
Từ năm 2017, quần thể điện Phụng Tiên được lên phương án khôi phục thông qua dự án hợp tác giữa Việt Nam và CHLB Đức để bảo tồn các cấu trúc còn lại, hồi sinh hình dáng và chức năng ban đầu.

## Kiến trúc
Khuôn viên điện gồm có 5 công trình chính: chính điện Phụng Tiên, Đông - Tây Phối điện, Tả - Hữu Tòng viện và nhiều công trình phụ khác, như: hệ thống cổng, cửa, bình phong, bể cạn – non bộ…
Điện Phụng tiên là một tòa nhà kép to lớn, to ngang Thế Miếu nhưng có thêm mái lưa ở phía trước. Phần chính doanh có 9 gian 2 chái, mỗi gian thờ một vua; phần tiền doanh có 11 gian. Mái điện được lợp ngói ống hoàng lưu ly cùng với ngói câu đầu trích thủy; phần nền thì được lát bằng gạch Bát Tràng tráng men.
Sân trước điện khá rộng cũng được lát bằng gạch Bát Tràng. Sát hiên trước có một hàng chậu sứ trồng cây cảnh được đặt trên các đôn bằng đá chạm. Cuối sân có một bể cạn lớn làm bằng đá, bên trong có một hòn non bộ, xây bằng đá tựa vào một bức bình phong giăng dài phía sau cửa tam quan. Ở giữa mặt trước khuôn viên có vòng thành bao quanh.

## Hoạt động
Khi còn hoạt động với chức năng thờ tự của mình, điện Phụng Tiên là một đền thờ nguy nga lộng lẫy với rất nhiều đồ tự khi mà khi sinh thời các vua Nguyễn đã dùng.
Một người Pháp tên Robert R. de la Susse đã gọi điện Phụng Tiên là một bảo tàng ở Hoàng cung Huế. Qua lời mô tả của Susse, năm 1913, điện trông như một bảo tàng với việc hầu hết các bảo vật của các Vua và Hoàng hậu đều được thống kê và đưa vào tủ kính  để ở đầu điện từ năm 1911. Đồ được đặt trong tủ có rất nhiều loại: các khẩu súng hỏa mai nguyên do Pháp chế tạo của vua Tự Đức, các đồ đồng do người Việt đúc ở thời Minh Mạng, các loại đồ đồng tráng men, bộ sưu tập tiền đồng, các bảo vật của các đời vua và các chậu lung với cây cỏ, canh san hô được làm bằng vàng và ngọc, cùng với các đồ dùng của vua Tự Đức.... Trong số đó bảo vật đặc biệt nhất là hai bộ đồ thờ "tam sự" bằng ngọc bích, hai đĩa lớn đường kính 40 cm; hai bức trấn phong bằng ngọc thạch nguyên bản. Ngoài ra điện còn lưu trữ các bảo ấn, các kim sách, vương miện, đồ uống trà làm bằng vàng nguyên chất.
Về việc chăm sóc hương khói, như trong phần lịch sử có nói về sự phân biệt nam nữ trong thờ cúng ở Điện Phụng Tiên và Thế Miếu. Điện Phụng Tiên do "các cô phụng trực", với đa số là thành viên của Hoàng tộc góa bụa hoặc không lấy chồng ăn ở trong các ngôi nhà phụ trong khuôn viện điện cho đến trọn đời đảm nhiệm (còn Thế Miếu là do Ty Từ Tế phụ trách).

## Hình ảnh

Nội thất điện Phụng Thiên vào thập niên 1920
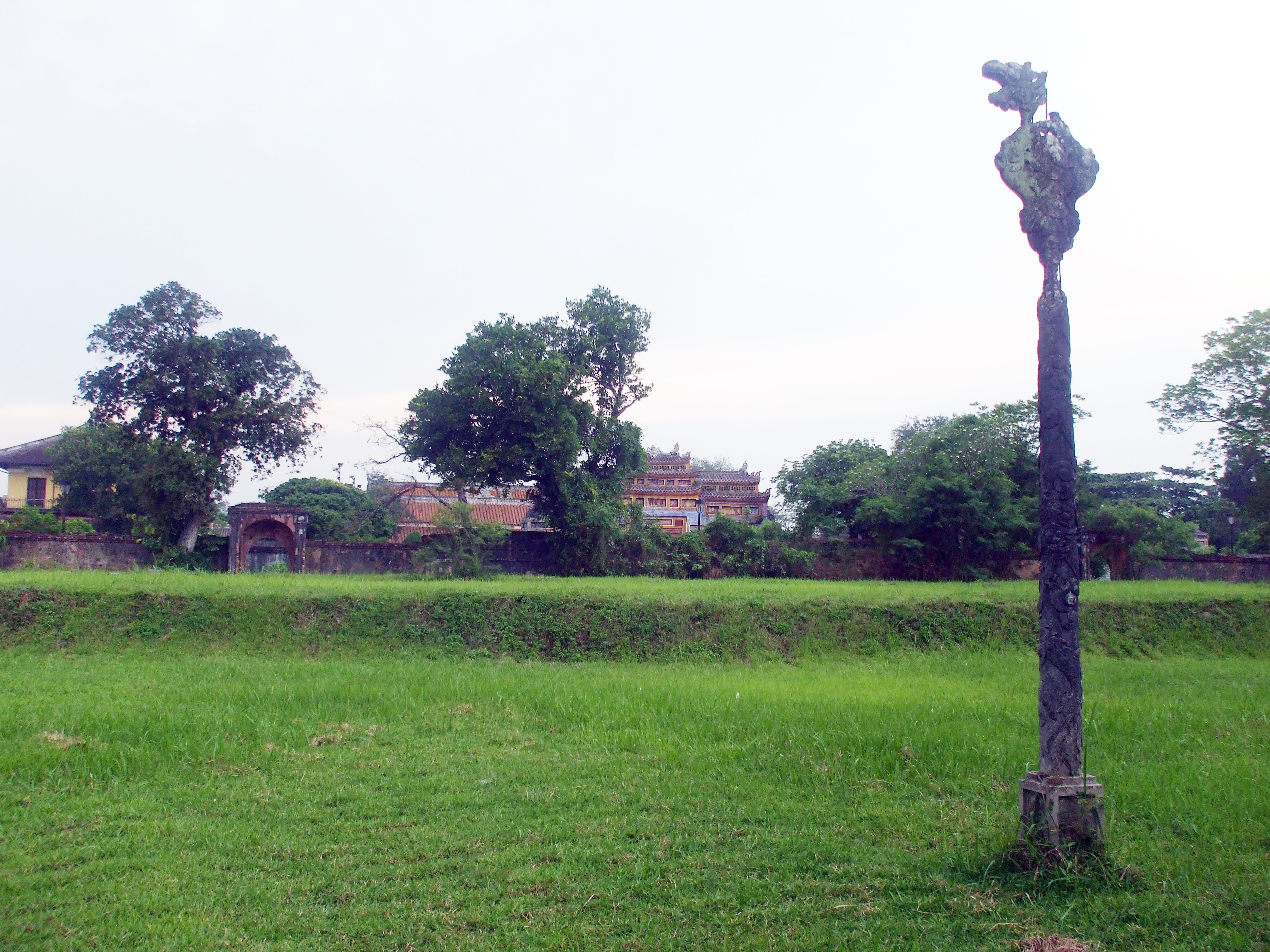
Nơi điện Phụng Tiên ngày xưa tọa lạc
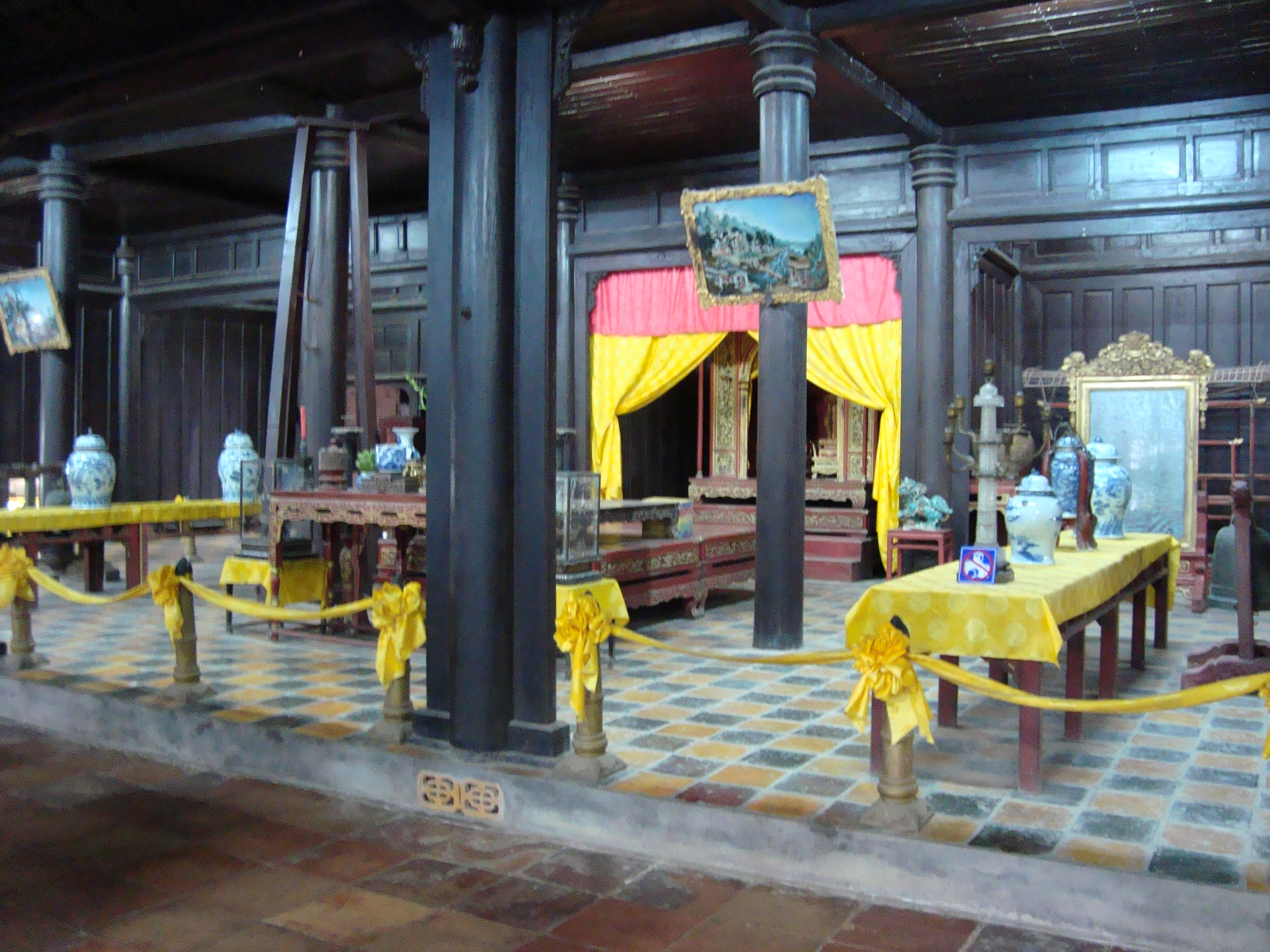
Nơi trưng bày Điện ngày nay và những di vật còn lại
Điện Phụng Tiên chụp trong thập niên 1920.